# THE WINTER ALBUM
『THE WINTER ALBUM』（ザ ウィンター アルバム）は、日本のバンドthe brilliant greenの4枚目のアルバムである。2002年12月4日にデフスターレコーズより発売。初回版と通常版あり。

## 概要
- 川瀬のソロプロジェクト「Tommy february6」の活動休止後にリリースされた復帰シングル「Forever to me 〜終わりなき悲しみ〜」など、シングル4曲を含む全12曲を収録。
- 前作「Los Angeles」から約2年振りのリリースとなった。
- 歌詞カードにはスタッフや本人による全曲解説が書かれたブックレットが封入されている。
- 今作はシングル曲は全てアルバムバージョンとして新たにアレンジされている事と、打ち込みサウンドを用いた曲が多数あるのが大きな特徴である。
- アルバムのタイトル通り「冬」を連想させる曲が収録されている。
- 初回プレス盤はスリーブケース仕様で、現在は入手困難である。
- 特に表記はされていないが、全曲HDCD仕様で収録されている。
- the brilliant greenとしてのアルバムは、次作「complete single collection '97-'08」まで発売されず、ブランクは6年間にも及ぶ。

## 収録曲
1. intro -THE WINTER ALBUM-
（作詞：Tomoko Kawase / 作曲：Shunsaku Okuda）
2. Holidays!
（作詞：Tomoko Kawase / 作曲：Shunsaku Okuda）
3. Flowers
（作詞：Tomoko Kawase / 作曲：Shunsaku Okuda）
4. I'M SO SORRY BABY (album mix)
（作詞：Tomoko Kawase / 作曲：Shunsaku Okuda）
14thシングル
5. Forever to me 〜終わりなき悲しみ〜 (album mix)
（作詞：Tomoko Kawase / 作曲：Shunsaku Okuda）
12thシングル
6. That boy waits for me
（作詞：Tomoko Kawase / 作曲：Ryo Matsui）
7. The night has pleasant time
（作詞：Tomoko Kawase / 作曲：Shunsaku Okuda）
8. Day after day
（作詞：Tomoko Kawase / 作曲：Ryo Matsui）
9. Rainy days never stays (album mix)
（作詞：Tomoko Kawase / 作曲：Shunsaku Okuda）
13thシングル
10. I'M JUS' LOVIN' YOU (album mix)
（作詞：Tomoko Kawase / 作曲：Shunsaku Okuda）
11. Running so high
（作詞：Tomoko Kawase / 作曲：Shunsaku Okuda）
12. escape
（作詞：Tomoko Kawase / 作曲：Ryo Matsui）

## 参加ミュージシャン
- 川瀬智子：Vocal, Chorus
- 松井亮：Guitar
- 奥田俊作：Bass

Holidays!
- 小西昭次郎：Drums

Flowers
- 小西昭次郎：Drums
- 伊藤隆博：Keyboards, Strings Arrangement
- 金原千恵子ストリングス：Strings

I'M SO SORRY BABY (album mix)
- 小西昭次郎：Drums

Forever to me 〜終わりなき悲しみ〜 (album mix)
- 佐野康夫：Drums
- 伊藤隆博：Keyboards

The night has pleasant time
- 伊藤隆博：Keyboards, Strings Arrangement
- 金原千恵子ストリングス：Strings

Day after day
- 小西昭次郎：Drums
- 伊藤隆博：Keyboards

Rainy days never stays (album mix)
- 松岡モトキ：Tambourine

I'M JUS' LOVIN' YOU (album mix)
- 松岡モトキ：Acoustic Guitar, Tambourine
- 小西昭次郎：Drums
- 伊藤隆博：Keyboards

escape
- 小西昭次郎：Drums